# Камов
Вижте пояснителната страница за други значения на Камов.
Вижте пояснителната страница за други значения на Ка.
„Камов“ е компания за производство на вертолети в гр. Люберци, Московска област, Русия.
Основана е през 1929 г. от руския съветски инженер Николай Камов.
До към 1940-те години компанията произвежда повече автожири, има само 1 военен хеликоптер. По-късно „Камов“ се съсредоточава върху военните хеликоптери с коаксиален ротор. Пред името на всяка машина има обозначение Ка като представка.
През 2006 г. „Камов“ се слива с „Московски завод за вертолети“ („Мил“) и „Роствертол“ в корпорация „Оборонпром“. Въпреки сливането обозначението „Ка“ се запазва в новите хеликоптери, произвеждани от компанията.

## Галерия
- Ка-27
- Ка-60
- Ка-226
- Ка-32